# セレンテラミド
セレンテラミド (Coelenteramide) は、セレンテラジンを利用する海洋生物の多くで見られる発光反応の酸化生成物、オキシルシフェリンの一つである。オワンクラゲが刺激を受け発光した後の青色蛍光タンパク質から初めて単離された。基本的な条件下では、この化合物はセレンテラミンと 4-ヒドロキシフェニル酢酸へとさらに分解される。
アミノピラジンの一つでもある。

## 発光
励起一重項状態(S1)から安定状態(S0)に遷移に伴い光子を放出する。メカニズムはカルシウム受容発光蛋白質のイクオリンにカルシウムが結合すると、イクオリン内に存在する酸素化されたセレンテラジンの反応が開始され、生成物のセレンテラミド(S1)を含む青色蛍光タンパク質(BFP)が得られ、セレンテラミド(S1)が青色発光する。オワンクラゲの体内では緑色蛍光タンパク質(GFP)の蛍光色素部分にエネルギーを渡すため緑色発光する。